# Pötzleinsdorfer Straße
Die Pötzleinsdorfer Straße erschließt den gleichnamigen Ortsteil im 18. Wiener Gemeindebezirk Währing.

## Geschichte
Die 1112 erstmals urkundlich erwähnte Siedlung Pötzleinsdorf, gelegen in dem hier schon verhältnismäßig engen Tal des Währingerbachs, erstreckte sich als Straßendorf entlang einer einzigen Straße, die später einfach Hauptstraße bezeichnet wurde. Die Verbauung konzentrierte sich ursprünglich um die ehemalige Pfarrkirche und das Schloss im Abschnitt zwischen Khevenhüllerstraße und Geymüllergasse. Ab dem dritten Viertel des 19. Jahrhunderts begann die Verbauung mit großbürgerlichen Villen der Gründerzeit entlang des Abschnitts bis zur Gersthofer Straße, der schon 1810 als Allee, die auf das Schloss zuführte, bepflanzt worden war.
Nach der mit 1. Jänner 1892 wirksam gewordenen Eingemeindung der Vororte, zu denen auch Pötzleinsdorf gehörte, zu Wien benannte der Stadtrat mit Beschluss vom 18. Juli 1894 die Straße Pötzleinsdorfer Straße, um den alten Namen zu bewahren.

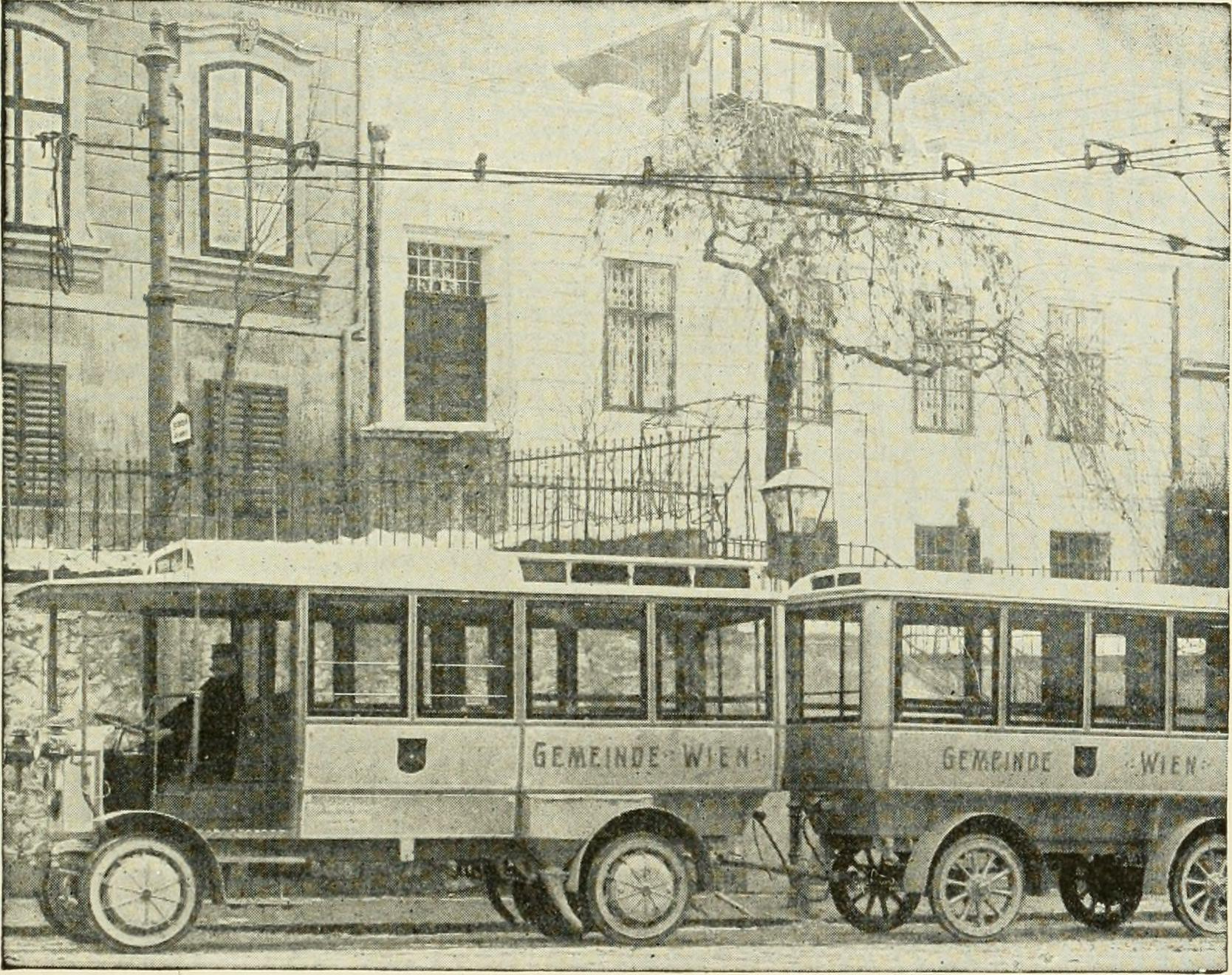
Gleislose Bahn (1916)

Ab November 1901 führte durch die Pötzleinsdorfer Straße eine Pferdebahn nach Pötzleinsdorf, die schon ab Jänner 1902 elektrisch betrieben wurde. Seit 1907 führt sie unverändert das Liniensignal 41. Im Oktober 1908 wurde ab deren Endstation die Gleislose Bahn Pötzleinsdorf–Salmannsdorf (eine frühe Form eines O-Busses) eröffnet, welche die Pötzleinsdorfer Straße bis zur Khevenhüllerstraße befuhr und dann weiter und über Neustift am Walde nach Salmannsdorf verkehrte. Nach dessen Einstellung 1938 dauerte es bis Oktober 1968, ehe der Abschnitt der Pötzleinsdorfer Straße von Geymüllergasse bis Khevenhüllerstraße wieder von einem öffentlichen Verkehrsmittel befahren wurde, diesmal der Buslinie 41A.

## Beschreibung

### Verlauf, Charakteristik

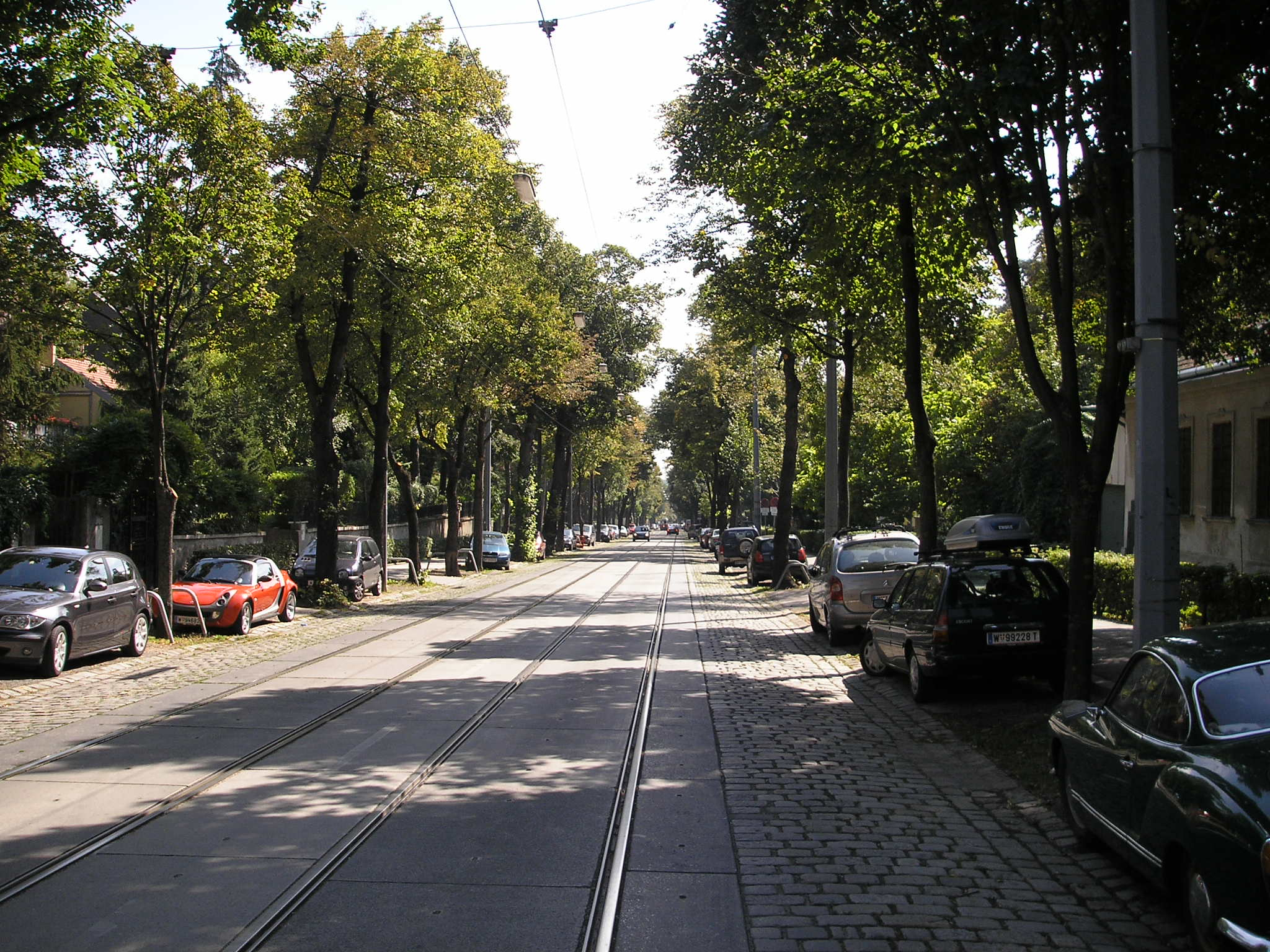
Blick von der Schafberggasse stadteinwärts

Die Pötzleinsdorfer Straße setzt nahtlos die Gersthofer Straße fort. Auf der Nordseite beginnen (folgt man der Zählung: rechts) die geraden Hausnummern ab dem Hermann-Pacher-Weg, die ungeraden links auf der Südseite hingegen etwa 30 Meter weiter westlich ab der Scheibenbergstraße. Sie verläuft zuerst in westnordwestlicher Richtung als schnurgerade Allee direkt auf den Eingang des Pötzleinsdorfer Schlossparks zu. Die Straße ist hier von Vorgärten gesäumt, die Baufluchtlinie ist von der Verkehrsfläche zurückgesetzt. Nach einzelnen niedrigen dörflichen Gebäuden aus der ersten Hälfte des 19. Jahrhunderts (etwa Nr. 6) sowie Villen aus dem Biedermeier um 1840 dominieren großbürgerliche Villen im Stil des Historismus oder des Heimatstils aus der Periode 1875–1914, unterbrochen durch einzelne moderne Bauten. Bedingt durch das vor allem auf der Nordseite ansteigende Gelände stehen die Gebäude besonders westlich der Ludwiggasse auf höherem Niveau als die Straße selbst.
Auf der Südseite existiert nahe der Schafberggasse noch ein 1867 errichtetes ländliches Gebäude (Nr. 57).

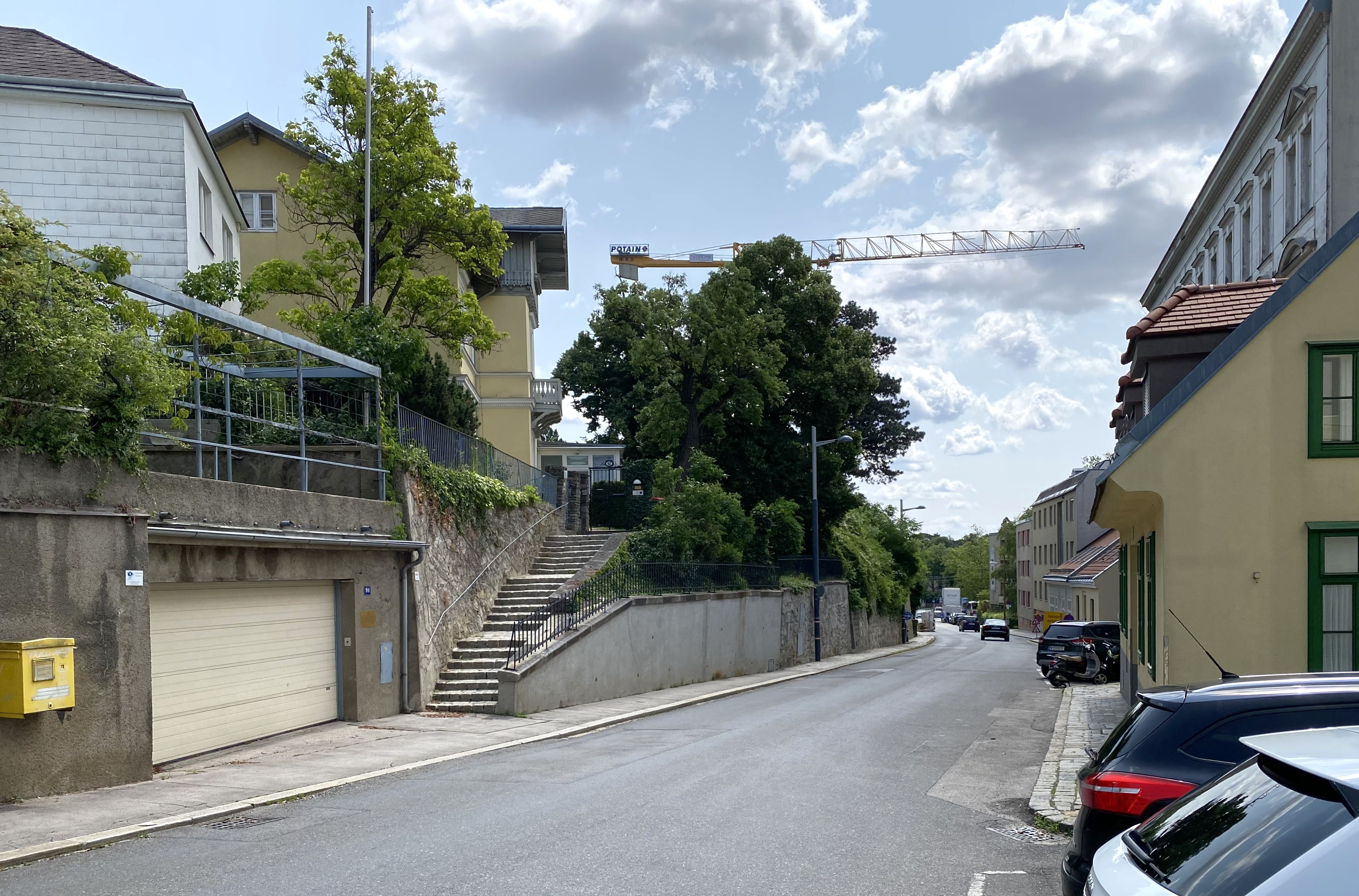
Blick stadteinwärts ab etwa Nr. 94

Ab der Schafberggasse vollführt die Straße einen leichten Knick nach rechts. Hier erhebt sich hinter der Endschleife der Straßenbahn die Pötzleinsdorfer Pfarrkirche; westlich davon befindet sich der von zwei steinernen Löwen flankierte historische Eingang zum Schlosspark. (Dieser Bereich wurde 2000 Max-Schmidt-Platz benannt. Max Schmidt hatte unter anderem Schloss und Park Pötzleinsdorf der Stadt Wien vermacht.) Die Straße verläuft ansteigend durch den historischen Ortskern; an der Nordseite befinden sich die Gebäude in Hanglage deutlich über dem Straßenniveau und die Grundstücke sind durch hohe Stützmauern von der Straße abgegrenzt. Im Bereich der Nummern 96 bis 100 unterbrochen, begrenzen Stützmauern erneut das an der Ecke zur Khevenhüllerstraße gelegene Grundstück Nr. 102 mit dem biedermeierlichen Geymüllerschlössel. An der Südseite setzt sich die Bebauung ab dem durch die Abzweigung der Geymüllergasse gebildeten Zwickel fort. Hier wechseln einander Neubauten mit eingeschoßigen dörflichen Bauten, die gegenüber der modernen Baufluchtlinie vorspringen (Nr. 75, 77, 83), sowie den Gründerzeitwohnhäusern Nr. 79 und 87 ab. Danach schließt der Kernbereich des alten Weinbauerndorfes um die alte Pfarrkirche mit einer Zeile ein- und zweigeschoßiger dörflicher Bauten an.

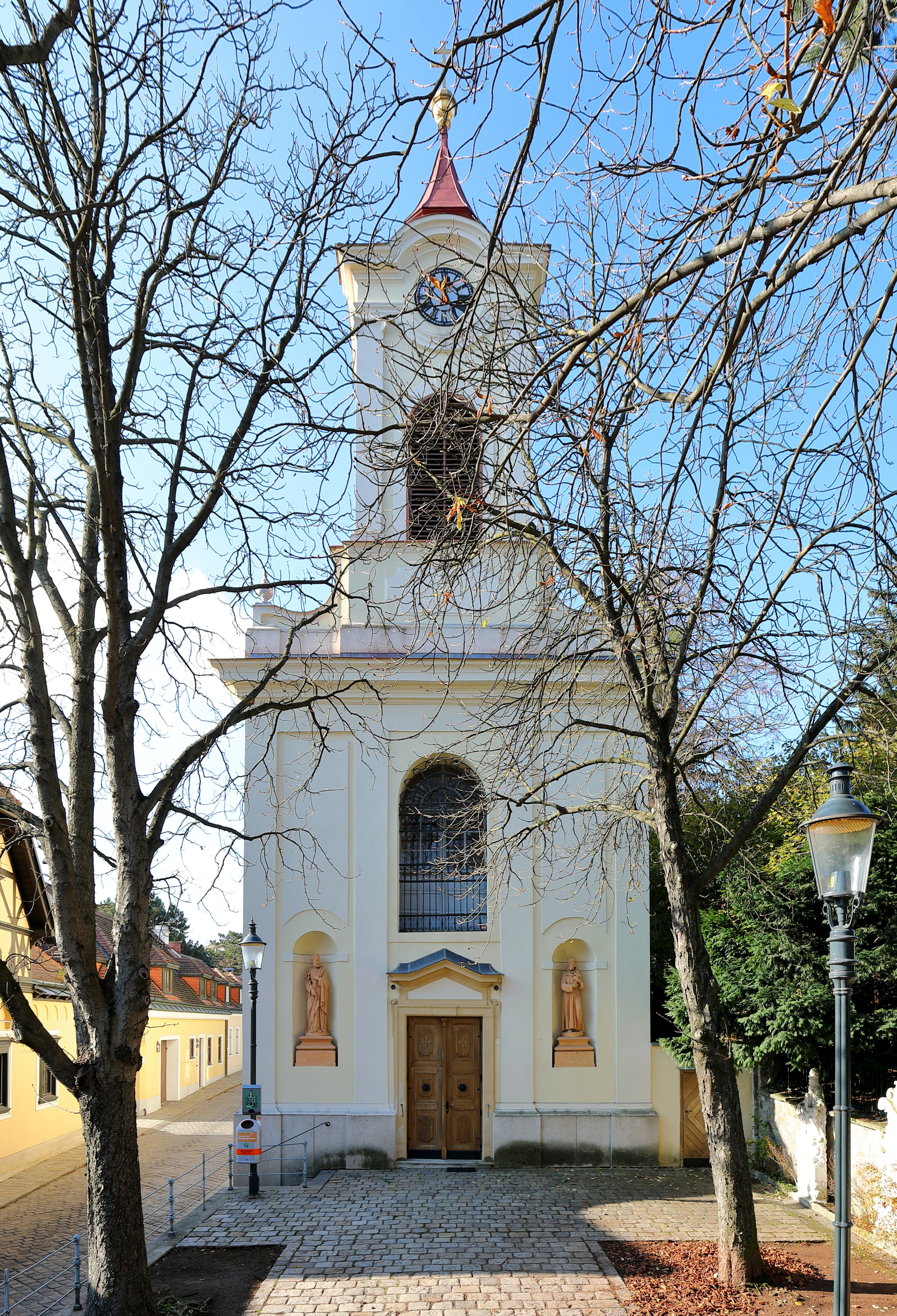
Alte Pfarrkirche mit Vorplatz

Die alten Pfarrkirche steht hinter einem von Bäumen bestandenen Vorplatz westlich der Abzweigung der Khevenhüllerstraße. Danach führt die Straße, zunächst zwischen den westlichen Häusern des alten Ortskerns hindurch, stetig ansteigend am Schlosspark an der Südseite sowie an Villen und Wohnhäusern an der Nordseite entlang. Am Ende des Parks vollführt sie eine S-Kurve nach rechts und geht nach dem Restaurant Steirerstöckl links (Nr. 127) und einem Kindergarten rechts (Nr. 230) ohne erkennbare Trennung in die Geroldgasse über.
Die Pötzleinsdorfer Straße verläuft von ihrem Beginn bis zur Orientierungsnummer 128 in der Schutzzone Pötzleinsdorf.

### Adressen
(Denkmalgeschützte Objekte sind durch Fettdruck hervorgehoben.)
- Nr. 6: Dörfliches Gebäude aus der ersten Hälfte des 19. Jahrhunderts
- Nr. 34: Villa im englischen Landhausstil von Alexander Neumann und Ludwig Schmidl (laut Dehio: E. Schmidl)
- Nr. 49: Botschaft der Republik Usbekistan
- Nach Schafberggasse, oberhalb Max-Winter-Platz (Identanschrift: Schafberggasse 2): Pötzleinsdorfer Pfarrkirche Christus der König
- Nr. 65: Ehemaliger Eingang zum Schlosspark, flankiert durch zwei jeweils zweigeschoßige um 1800 errichtete Gärtnerhäuser, verbunden durch einen Pfeilerzaun mit Lanzengitter; vor dem Eingang sind zwei möglicherweise romanische Löwenfiguren aufgestellt
- Nr. 87: Historistisches Wohnhaus, 1907
- Nr. 96: Historistisches Wohnhaus mit Jugendstil-Dekor (1914)
- vor Nr. 100: Bildstock mit Tabernakelaufsatz aus der zweiten Hälfte des 17. Jahrhunderts mit Mosaikbildern aus 1914
- Nr. 102 (Identanschrift: Khevenhüllerstraße 2): Geymüllerschlössel
- Nr. 103: Weinhauerhaus, im Kern aus 1600, Fassade bezeichnet 1778, im 19. Jahrhundert stark umgebaut
- Nr. 106B: Alte Pfarrkirche St. Ägydius
- Nr. 108: ehemaliger Pfarrhof
- Nr. 123: Haus Winterstein – kubische Villa mit Klinkerelementen und asymmetrischer Fensteraufteilung, erbaut 1930/31; Architekt: Hubert Gessner

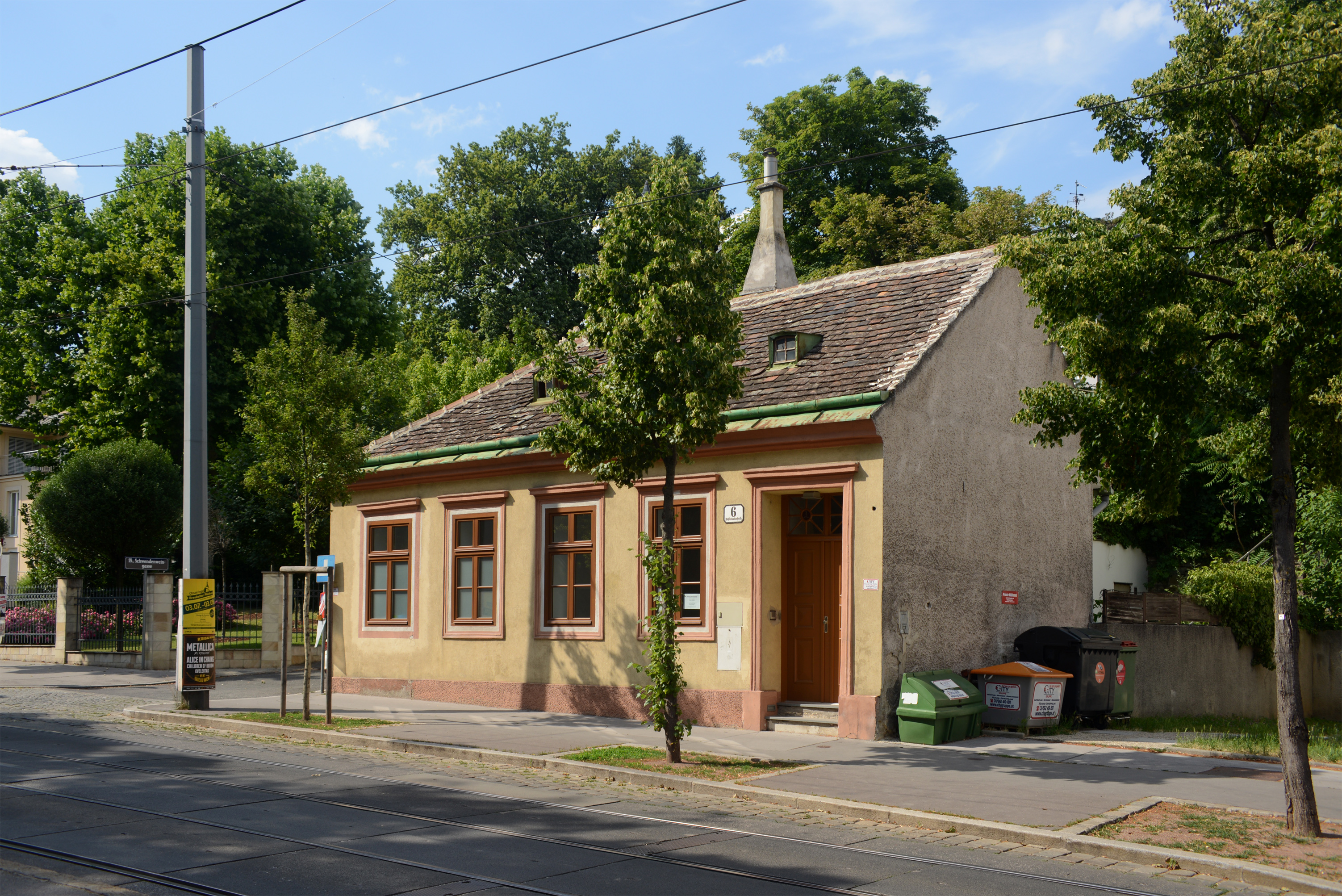
Biedermeierhaus Nr. 6 am Anfang der Straße
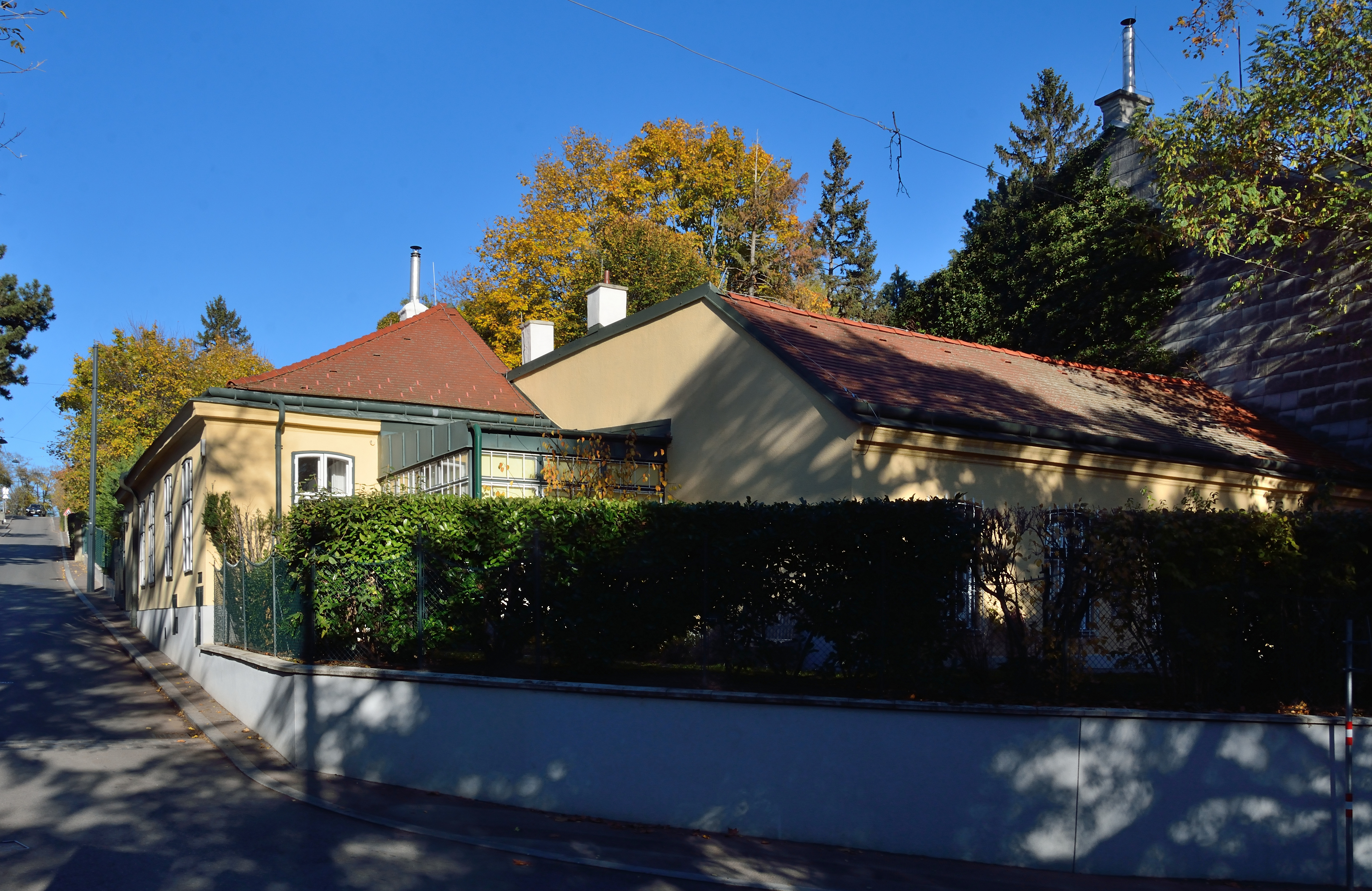
Biedermeierhaus Nr. 22 (Ecke Ludwiggasse)
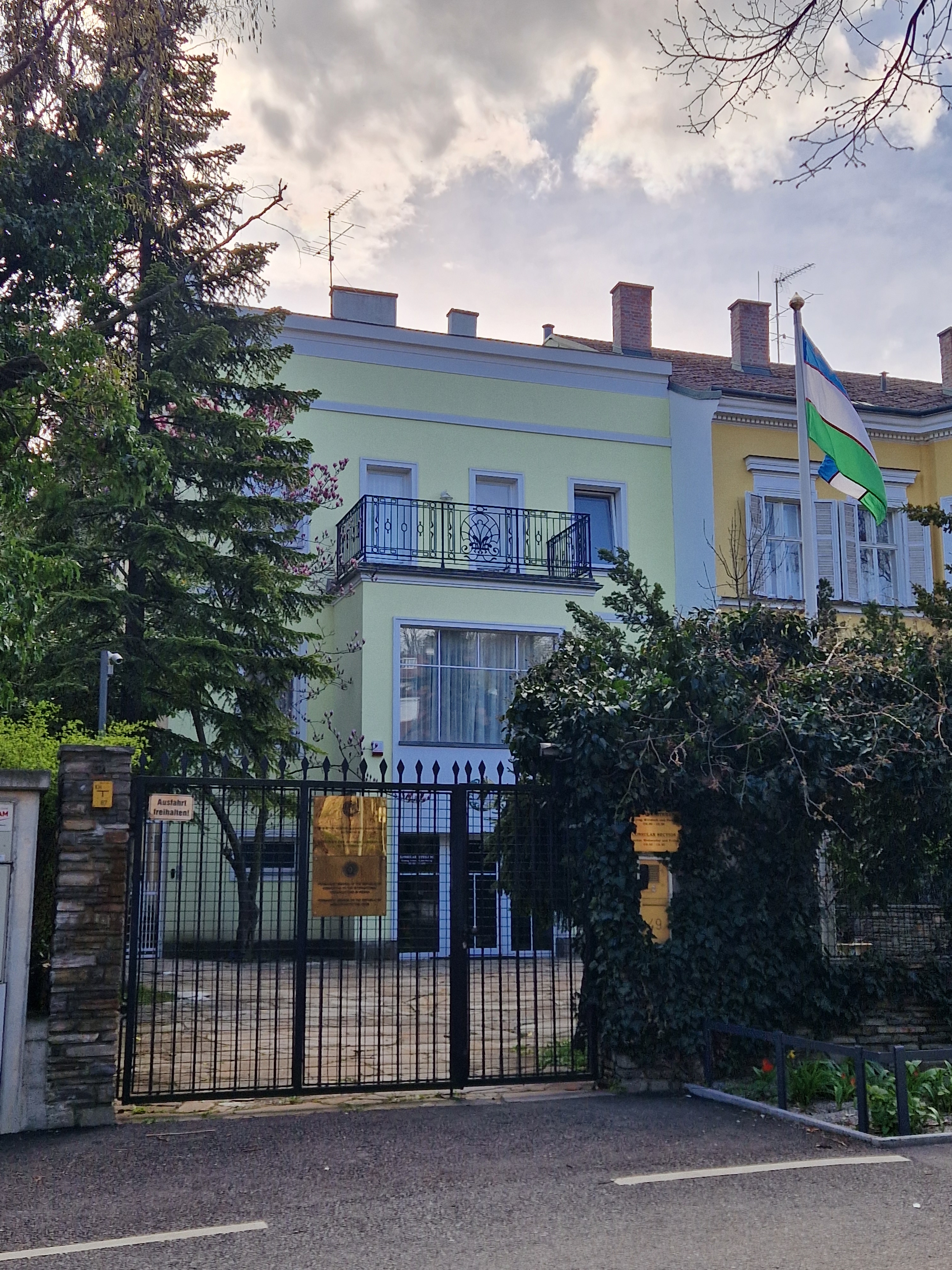
Nr. 49 – Botschaft von Usbekistan
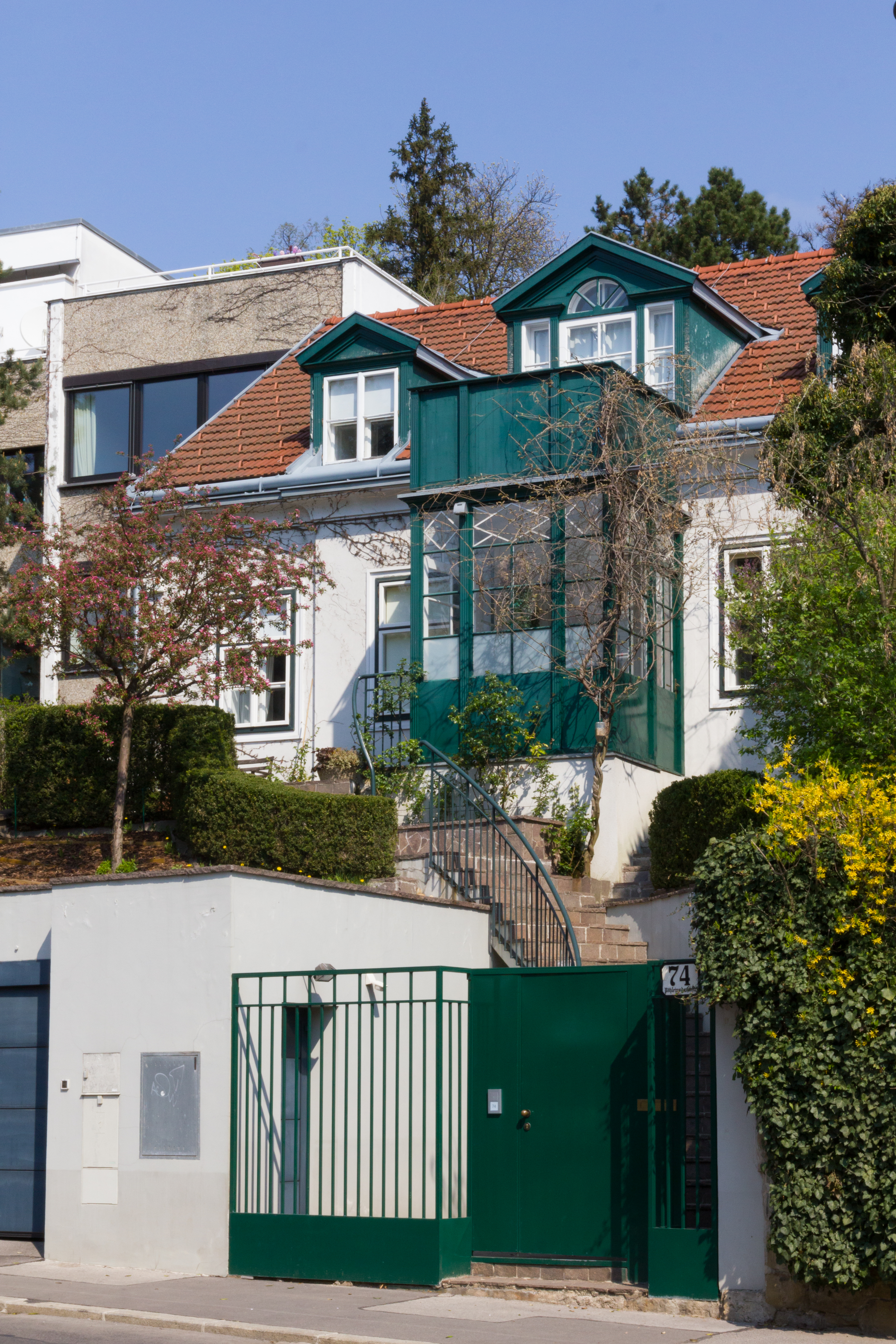
Nr. 74
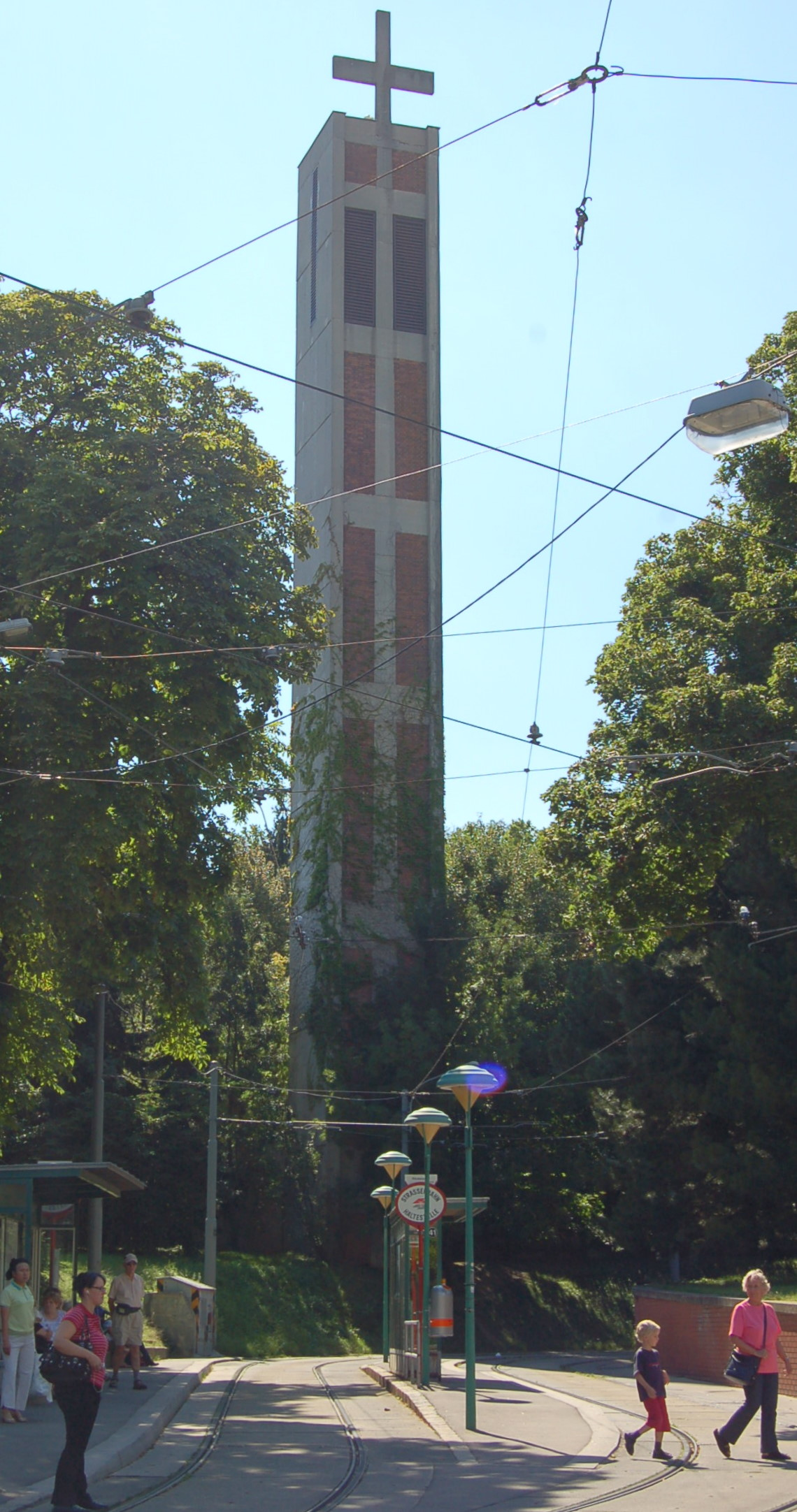
Glockenturm der Pötzleinsdorfer Pfarrkirche, oberhalb des Max-Schmidt-Platzes
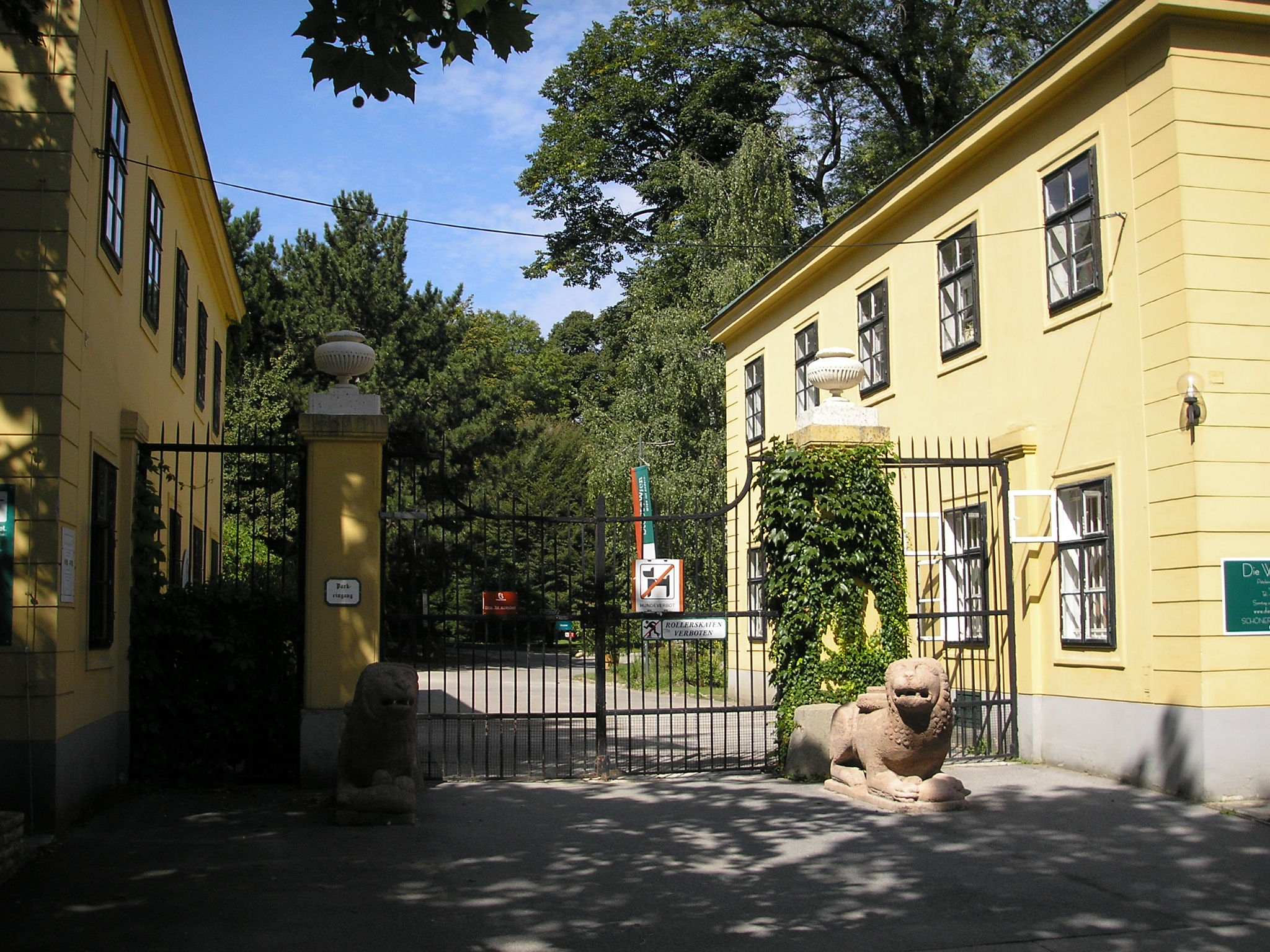
Alter Eingang zum Pötzleinsdorfer Schlosspark mit Löwenskulpturen
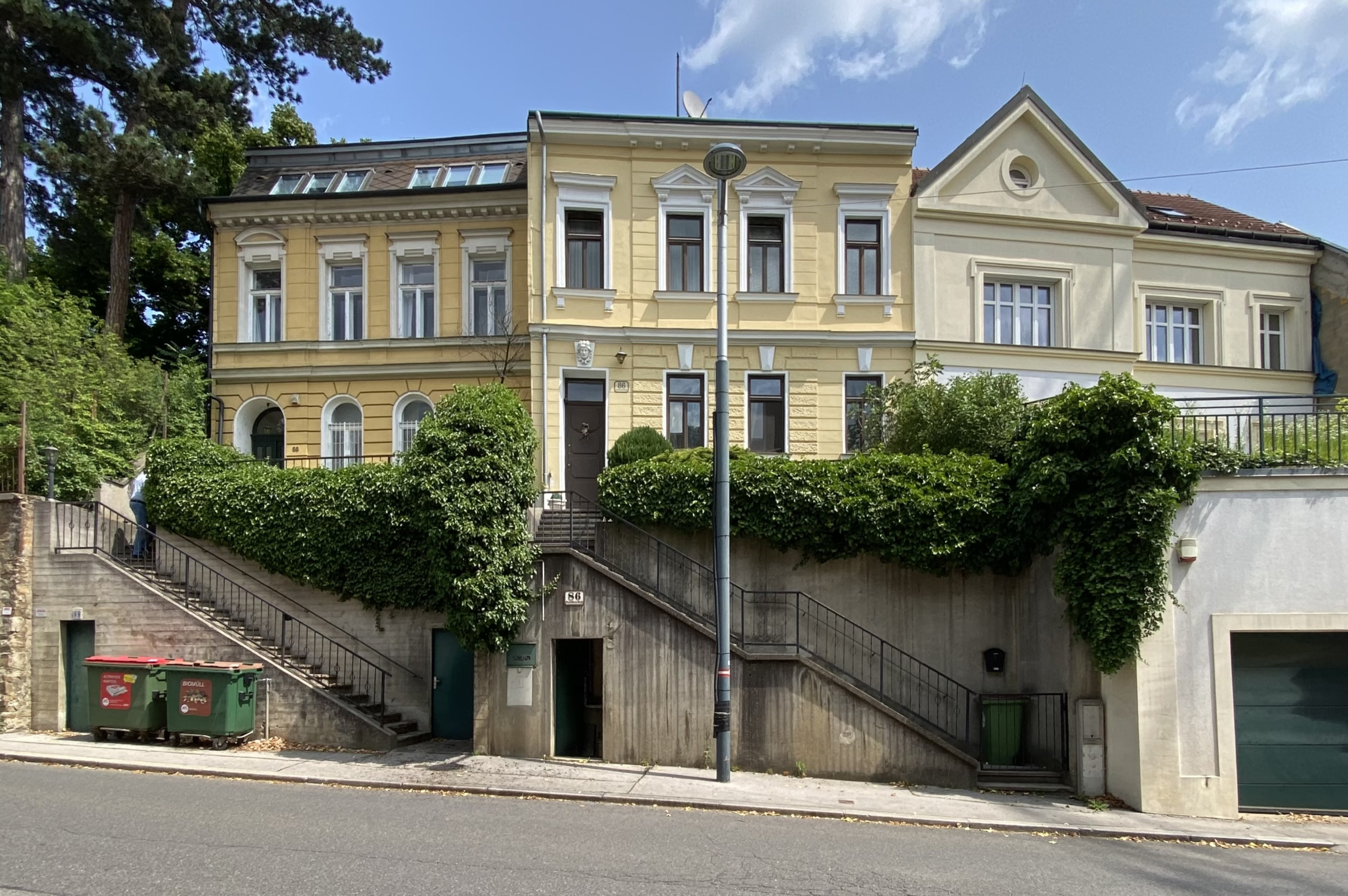
Nr. 84 bis 88 im alten Ortskern
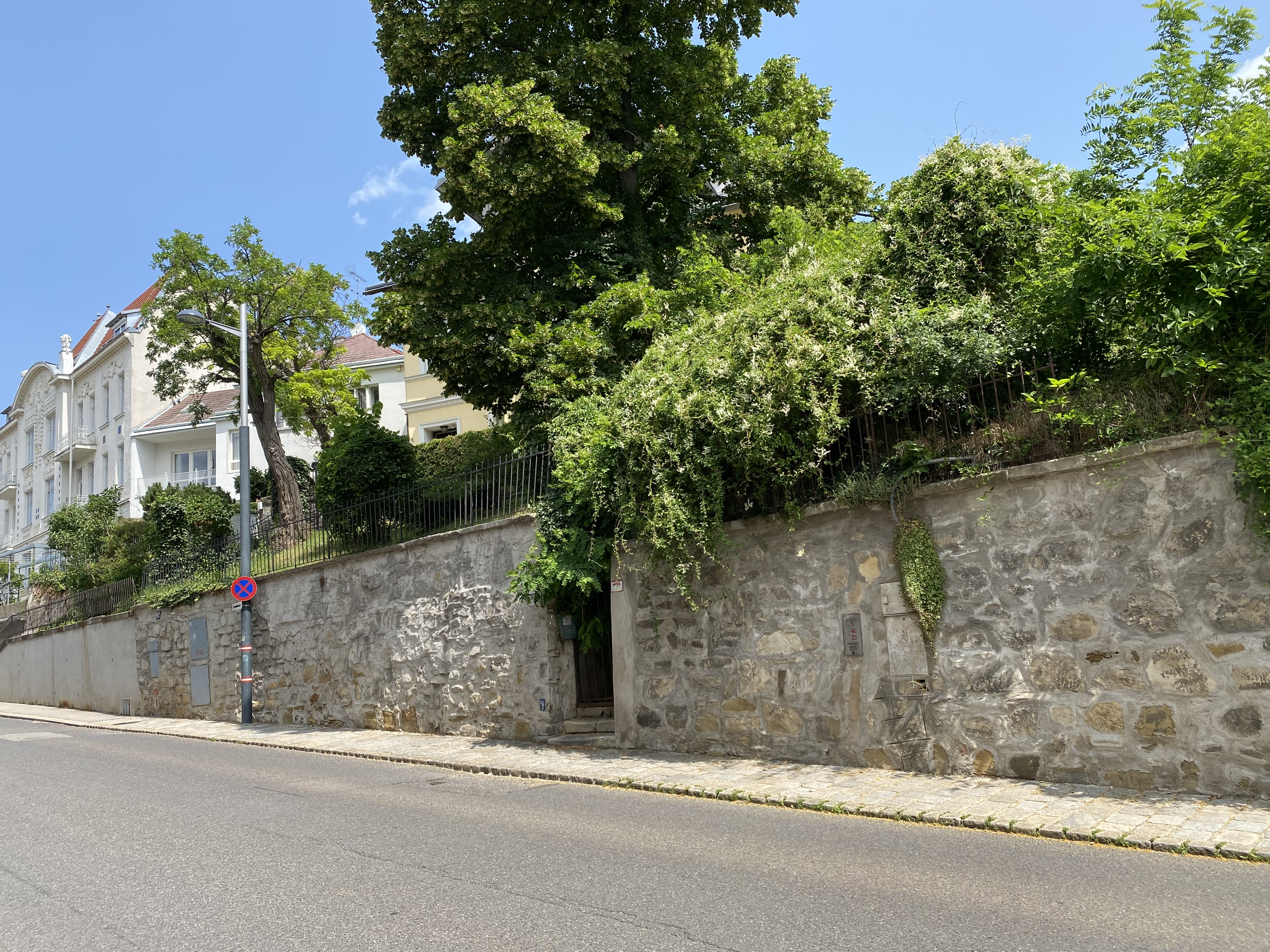
Nr. 90 und 92: Stützmauern an der Nordseite der Straße
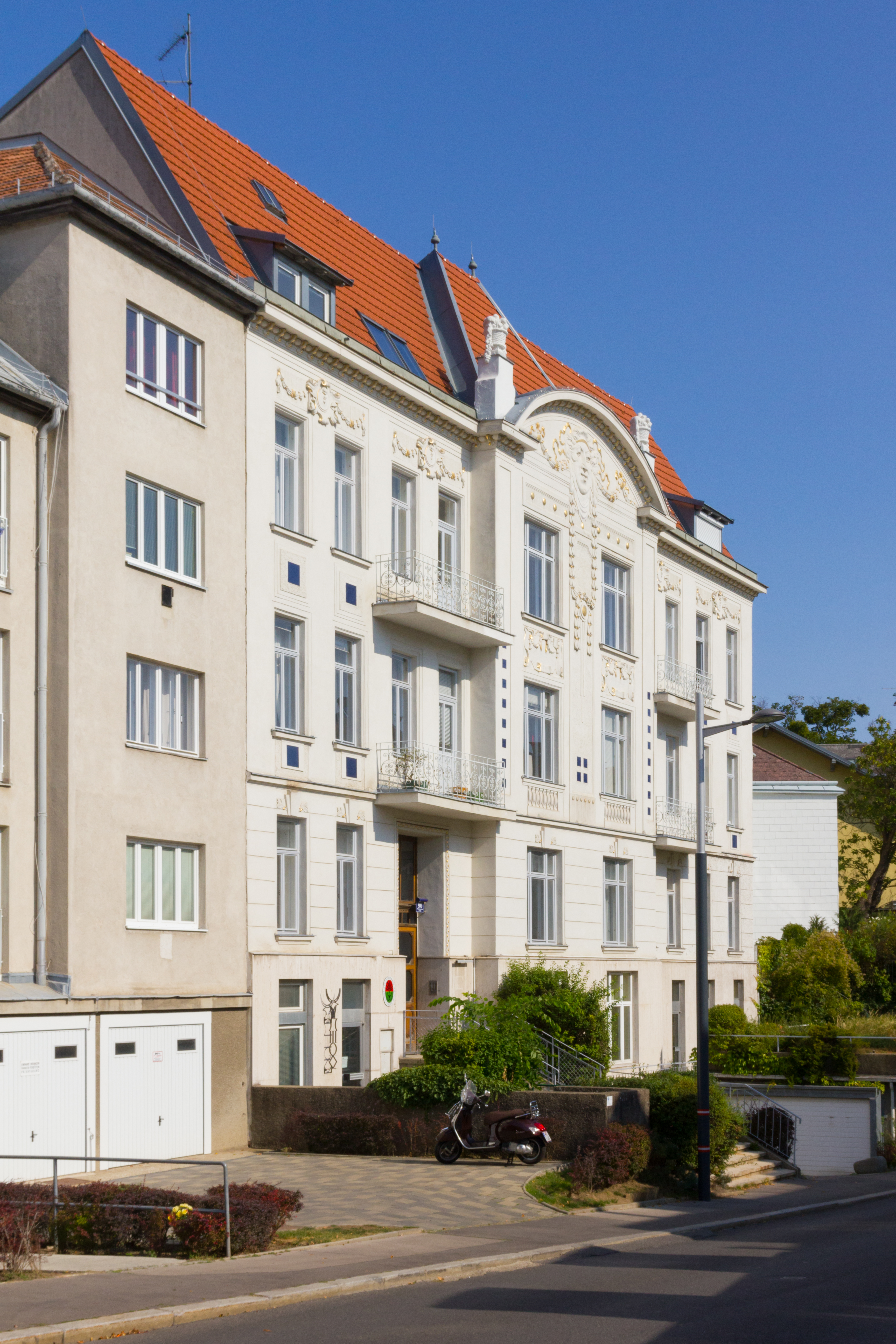
Nr. 96
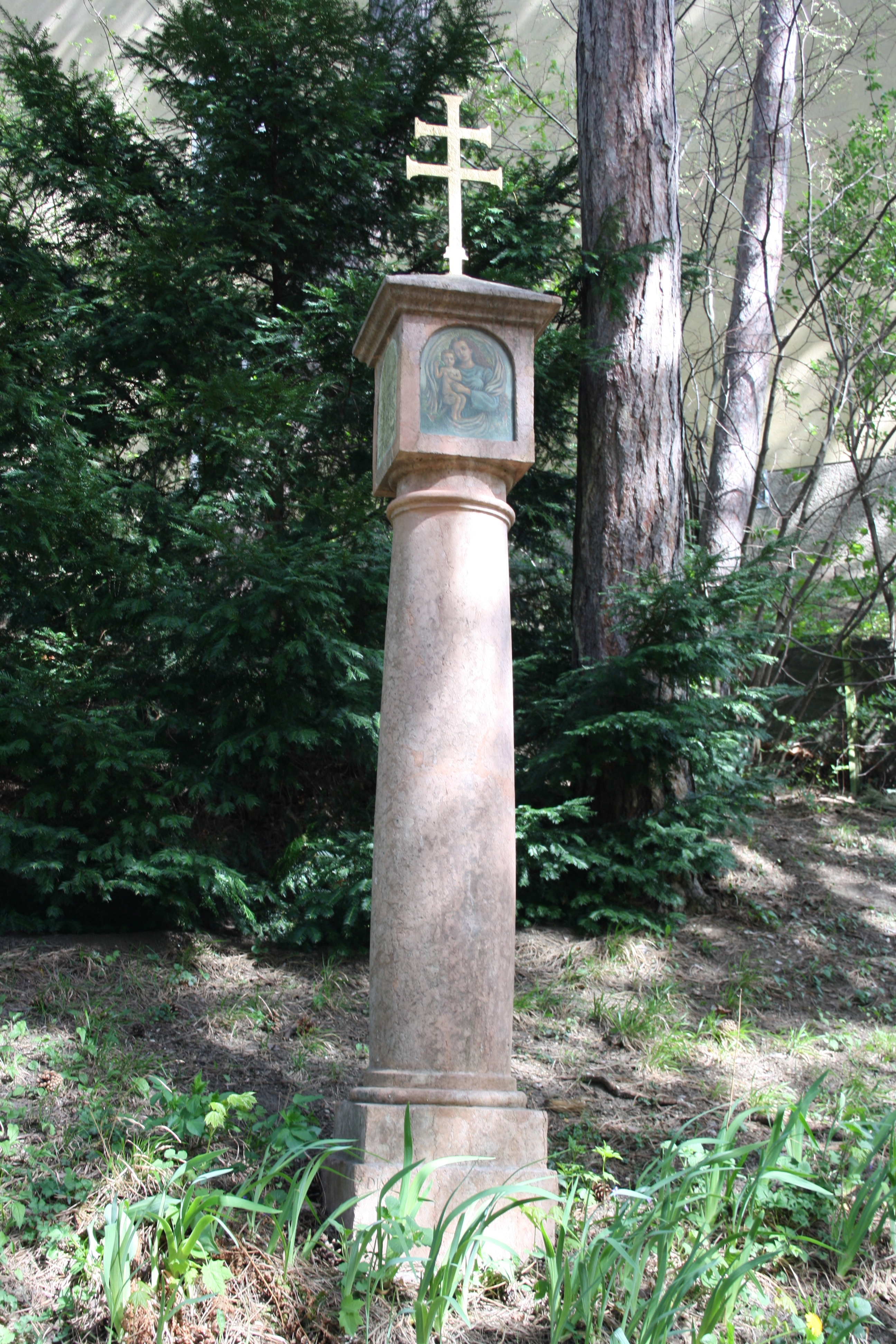
Bildstock bei Nr. 100
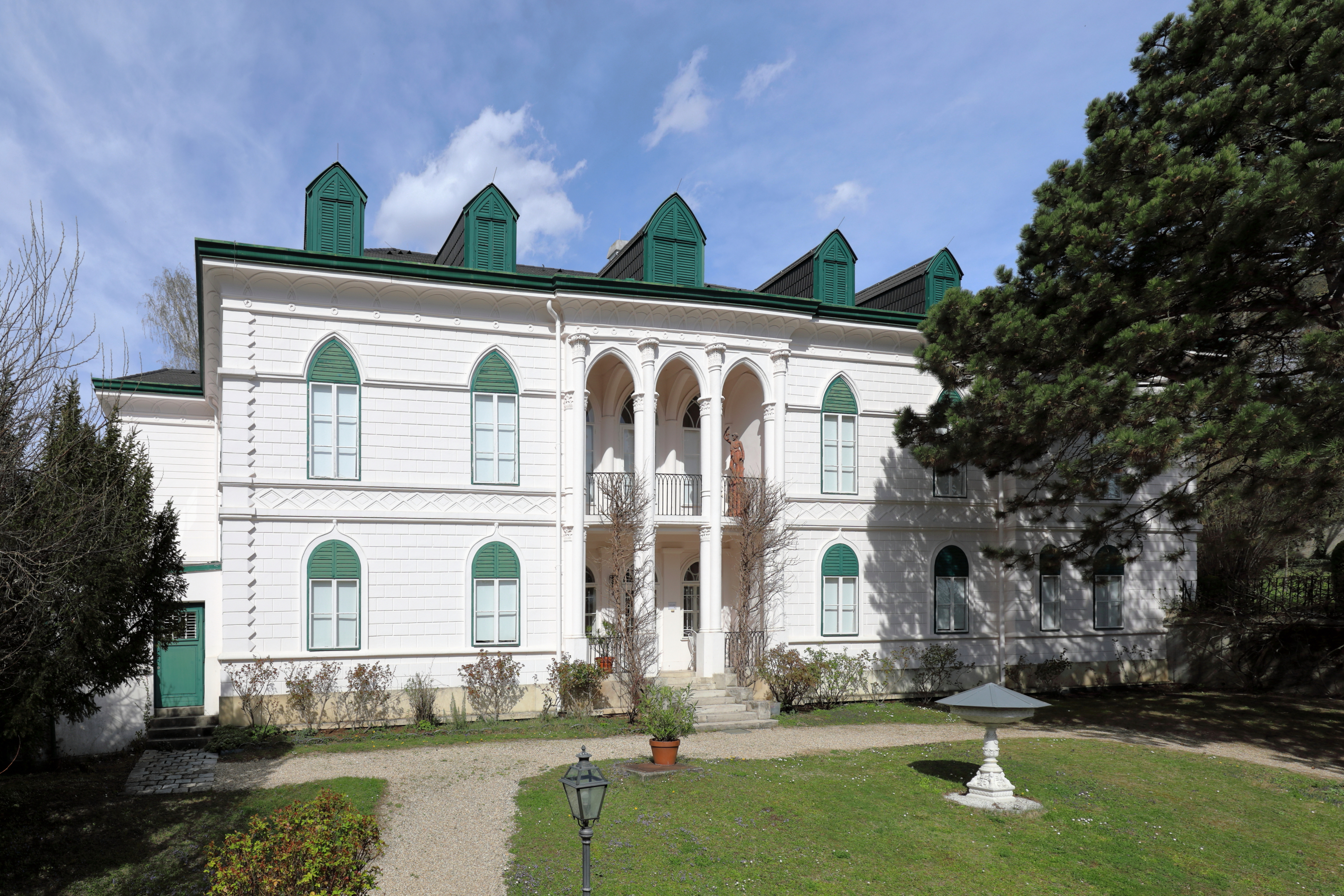
Geymüllerschlössel
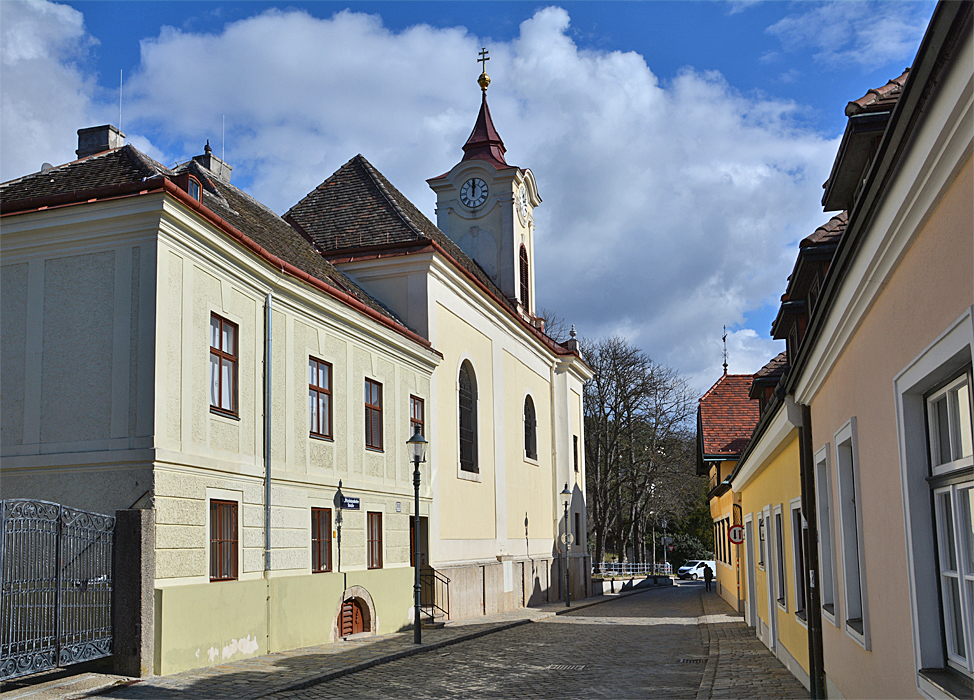
Alte Pfarrkirche und ehemaliger Pfarrhof
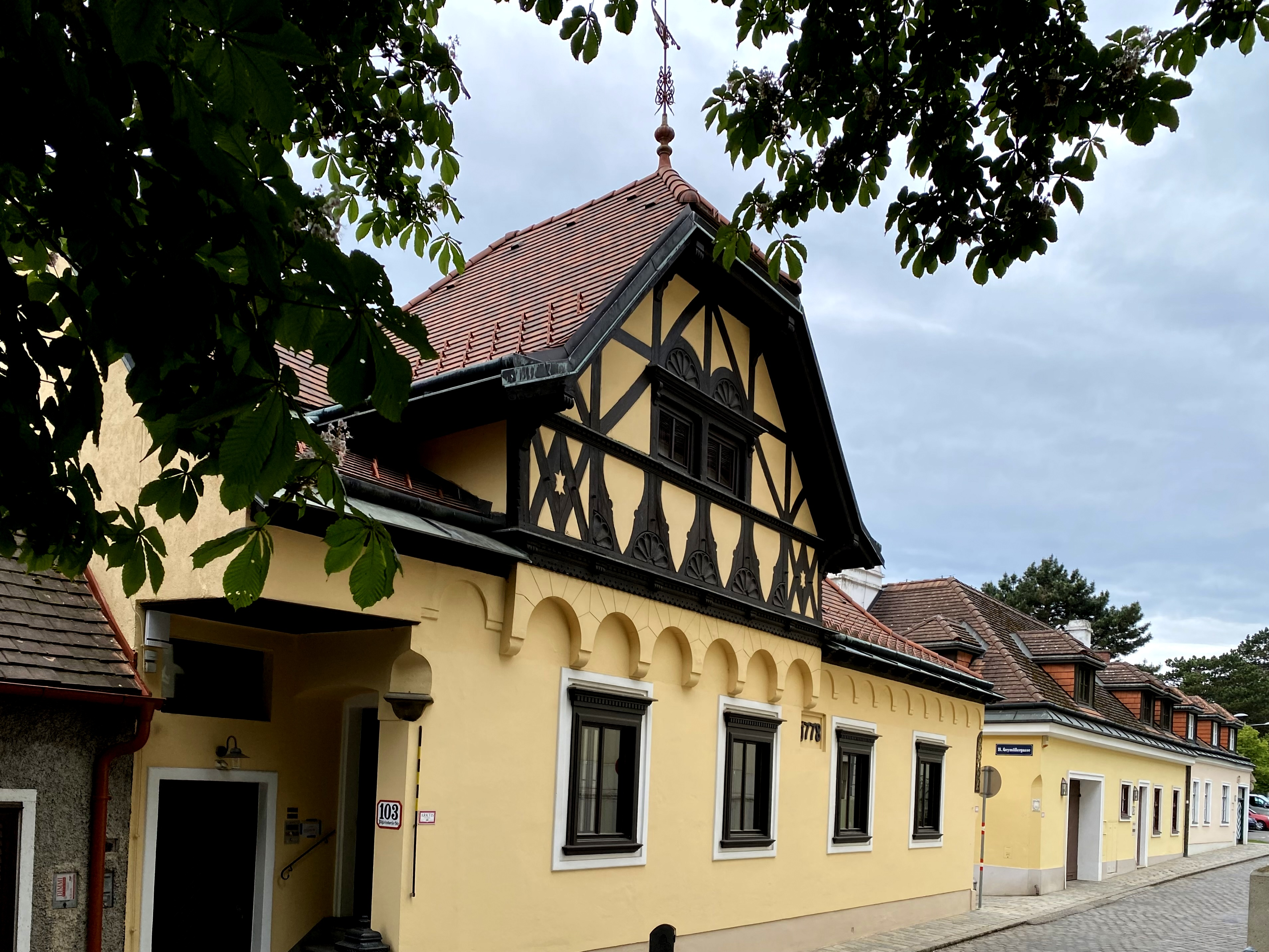
Nr. 103 (bezeichnet 1778)
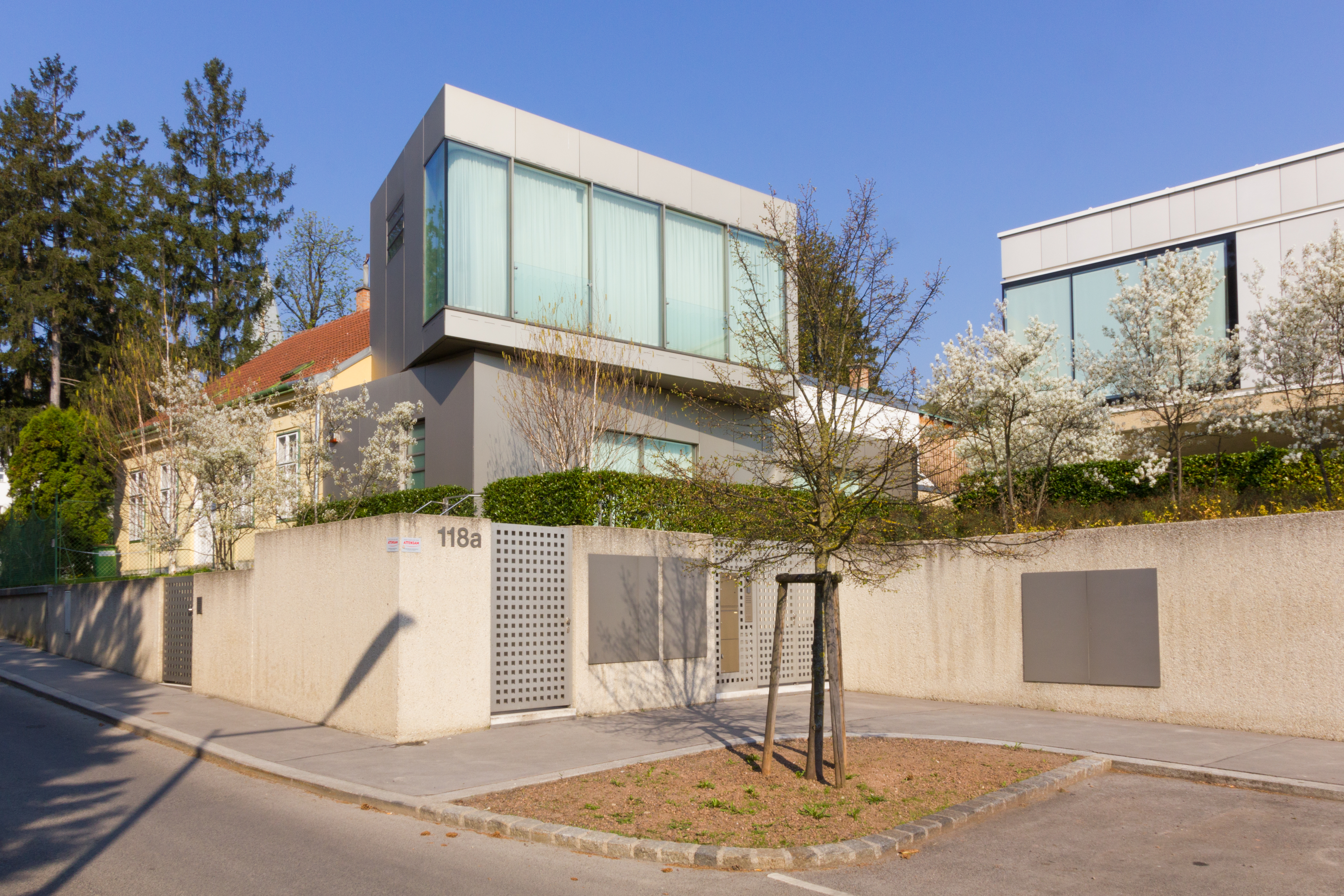
Nr. 118A – Moderne Architektur
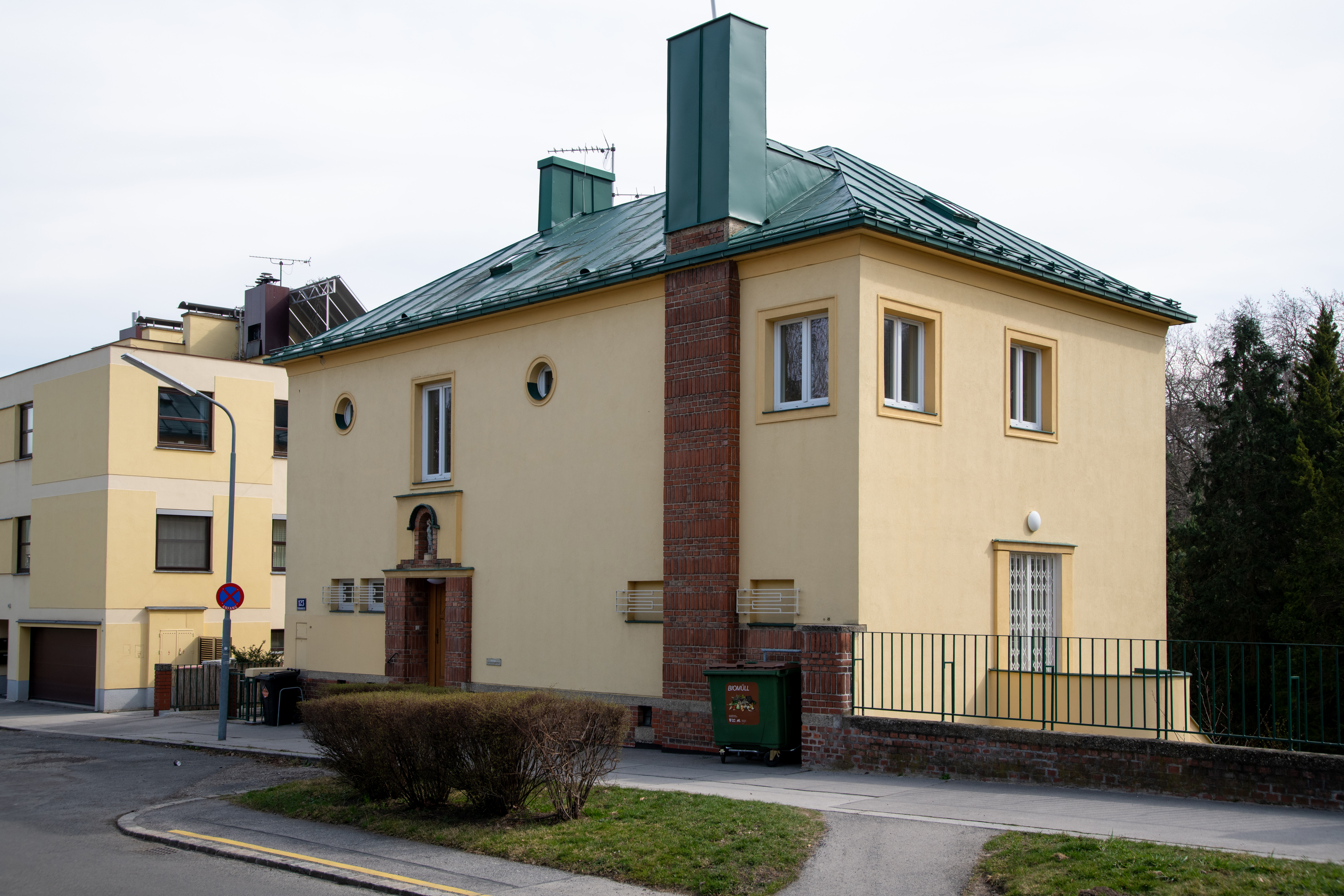
Nr. 123 – Villa Winterstein
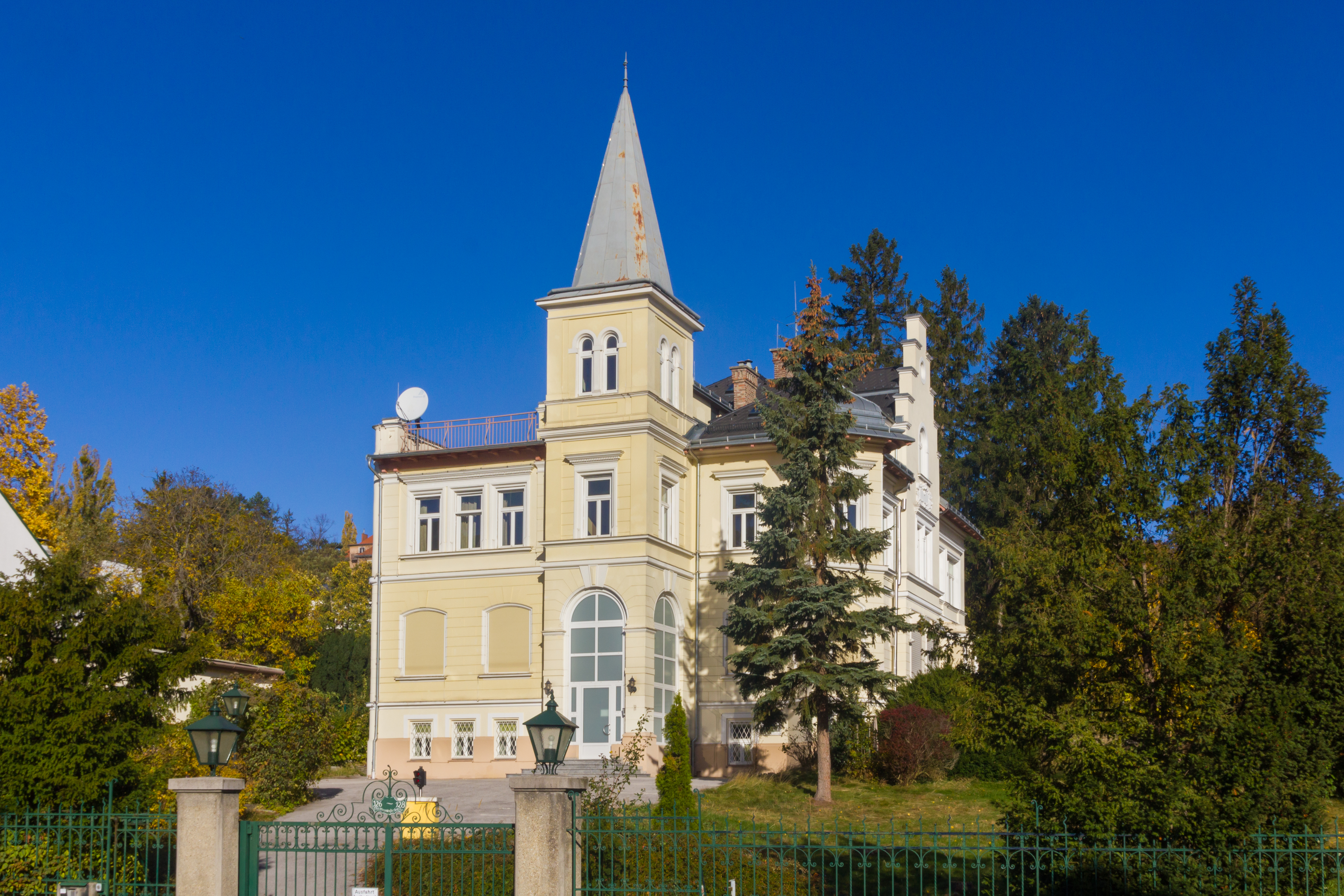
Nr. 126–128: Historistische Villa
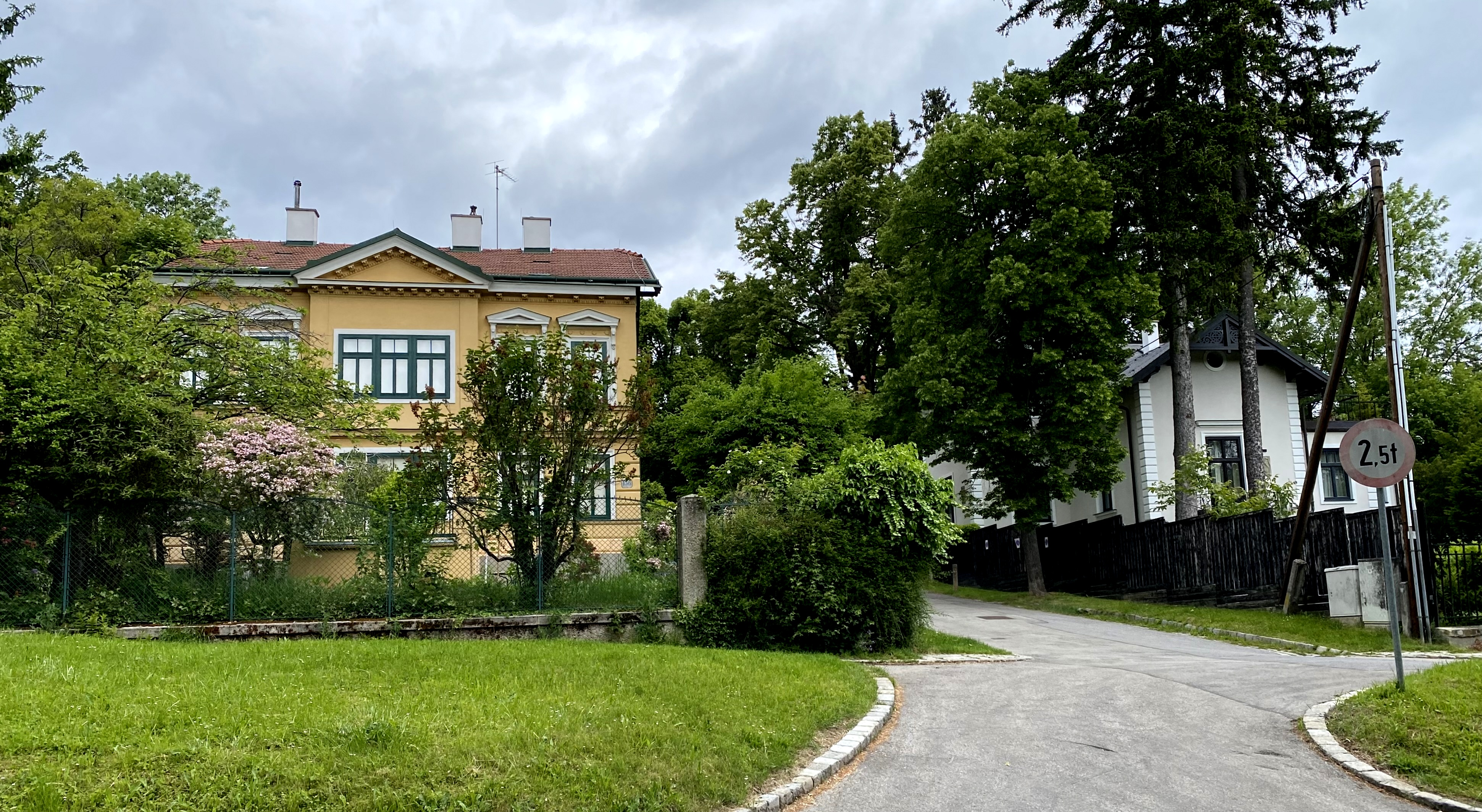
Nr. 136 und 138 – Historistische Landhäuser Ecke Mosenthalweg
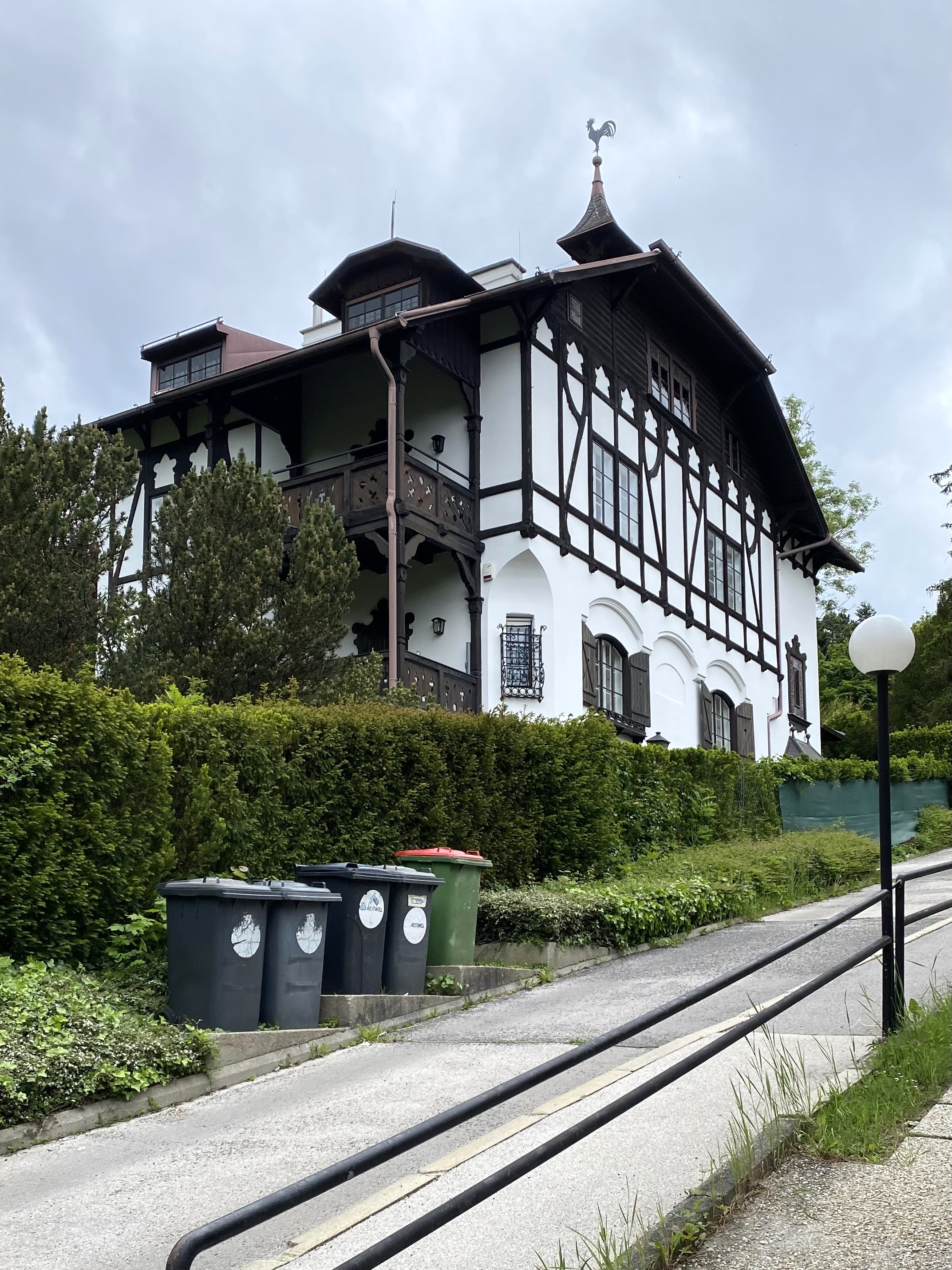
Nr. 172: Historistische Villa
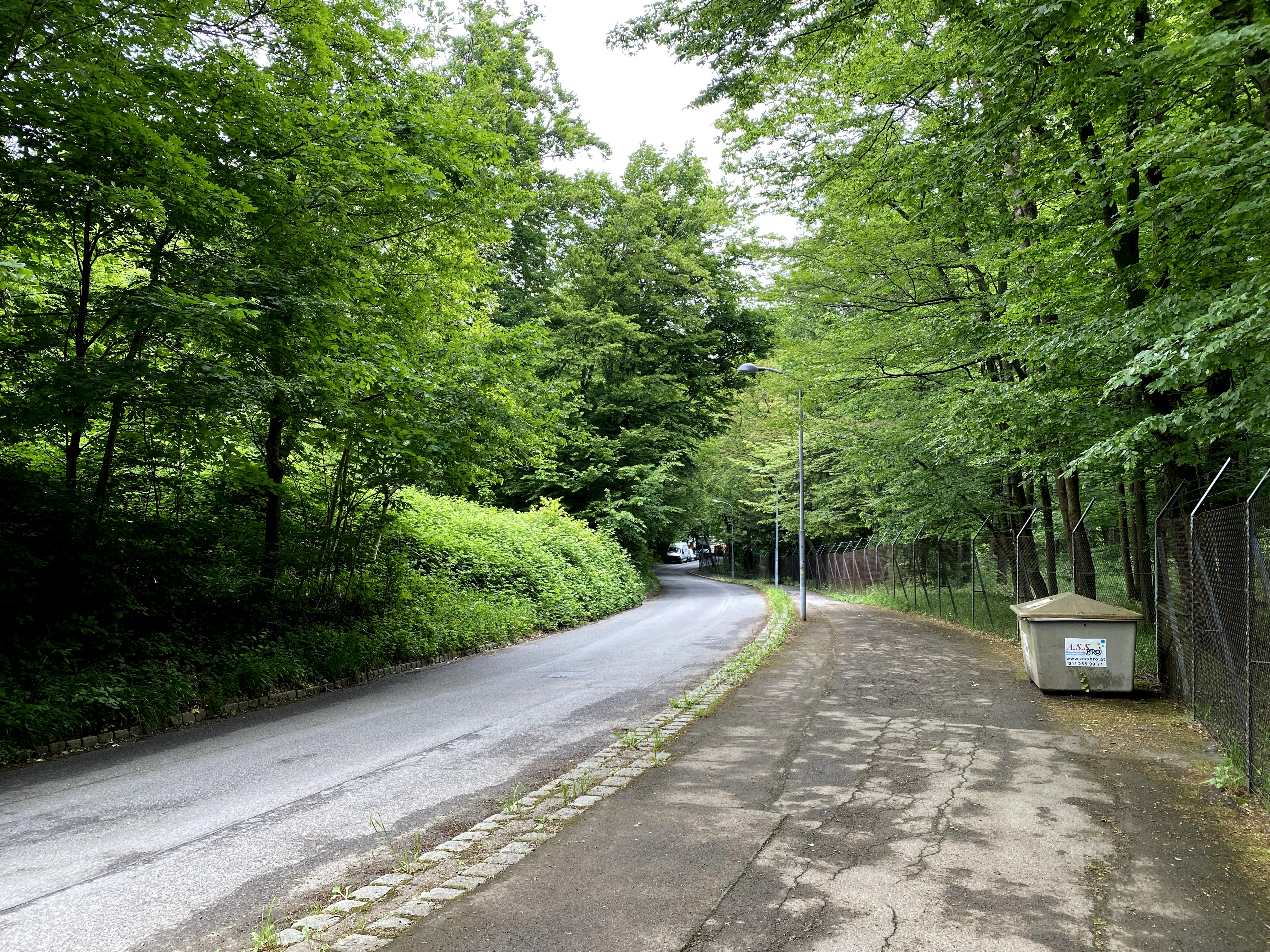
Westlicher Abschnitt der Pötzleinsdorfer Straße entlang dem Pötzleinsdorfer Schlosspark
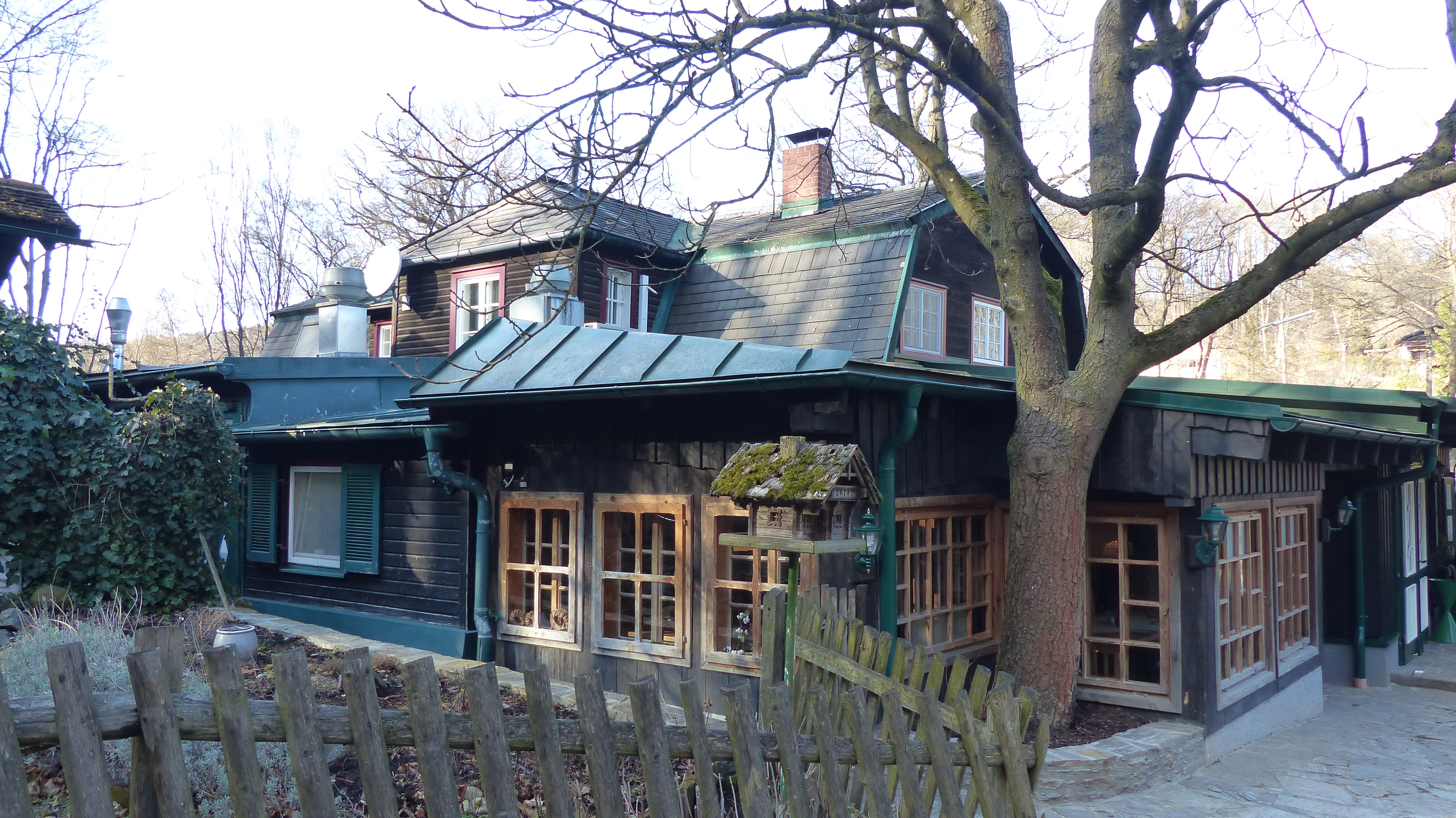
Wirtshaus Steirerstöckl

### Verkehr
Die Pötzleinsdorfer Straße ist einerseits Zubringer zu den Wohnvierteln am Schafberg, Michaelerberg und im Bereich des historischen Ortskerns von Pötzleinsdorf. Aufgrund dieser Funktion ist sie bis zur Schafberggasse Hauptstraße A. Andererseits ist sie aber auch Teil der immer noch bestehenden historischen Verbindung über Khevenhüllerstraße und Neustift am Walde (Straße) in die im Tal des Krottenbachs gelegenen Vororte Neustift am Walde und Salmannsdorf. Nichts desto weniger besteht ab der östlichen Abzweigung der Geymüllergasse bis zum Ende eine Geschwindigkeitsbeschränkung auf 30 km/h.
Eine weitere Beschränkung auf 30 km/h besteht um die Kreuzung mit der Scheibenbergstraße von Gersthofer Straße 145 bzw. 166 bis Pötzleinsdorfer Straße 5.
Die straßenbaulich existierende und früher auch genutzte Verbindung nach Neuwaldegg über die Geroldgasse, welche die Pötzleinsdorfer Straße nahtlos fortsetzt, ist zur Unterbindung von Durchzugsverkehr im Bereich der Michaelerwiese durch einen Schranken unterbrochen.

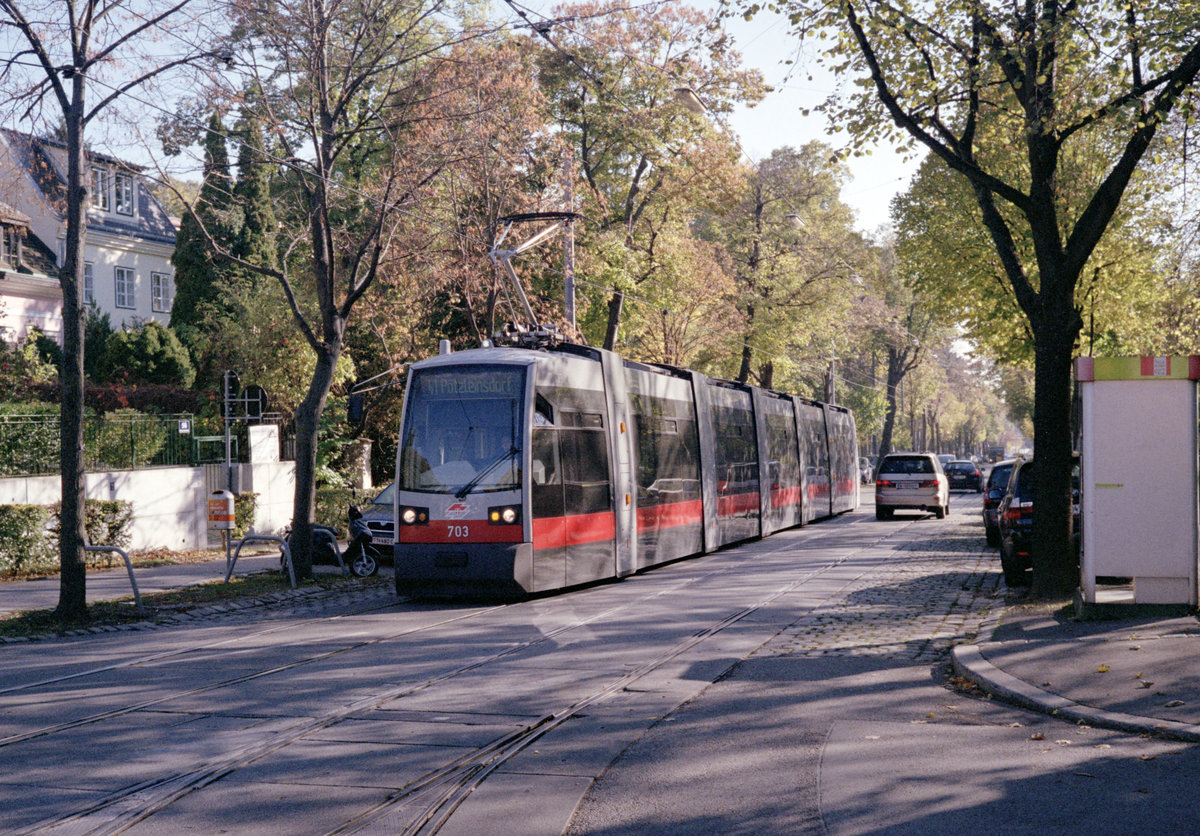
Zug der Linie 41 kurz vor der Endhaltestelle Pötzleinsdorf

Für den Radverkehr wurde vom Beginn bis zur Schafberggasse an der Südseite ein Zwei-Richtungs-Rad- und Gehweg eingerichtet.
Für den öffentlichen Personennahverkehr sorgen die Straßenbahnlinie 41 bis zu deren Endstation am Max-Schmidt-Platz (nach der Schafberggasse) und im Anschluss die Autobuslinie 41A bis zur Khevenhüllerstraße.